# Прокул Вергиний Трикост Рутил
Прокул Вергиний Трикост Рутил (на латински: Proculus Verginius Tricostus Rutilus) e римски политик от 5 век пр.н.е..
Произлиза от патрицианската фамилия Вергинии и най-вероятно е син на Опитер Вергиний Трикост (консул 502 пр.н.е., народен трибун 486 пр.н.е.). Прокул е баща на Тит Вергиний Трикост Рутил (консул 479 пр.н.е.) и на Авъл Вергиний Трикост Рутил (консул 476 пр.н.е.).
През 486 пр.н.е. e консул заедно със Спурий Касий Вецелин. Той се бие с еквите. Прокул е в опозиция с колегата си Спурий Касий, който по време на консулата им е екзекутиран.